# Маймунски трикове, № 2
"Маймунски трикове, № 2" (на английски: Monkeyshines, No. 2) е американски експериментален късометражен ням филм от 1890 година, заснет от изобретателят Уилям Кенеди Диксън и режисьорът Уилям Хейс в лабораториите на Томас Едисън като продължение на по-ранния Маймунски трикове, № 1. Известно е, че в кинолентата се е снимал Джузепе Сако Албанезе, работник в лабораторията.

## Сюжет
Както в предходната лента, така и тук един мъж, облечен в бели дрехи, стои пред камерата и жестикулира.

## В ролите
- Джузепе Сако Албанезе[3]